# Alyssum loiseleurii
Alyssum loiseleurii är en korsblommig växtart som beskrevs av Paul Victor Fournier. Alyssum loiseleurii ingår i släktet stenörter, och familjen korsblommiga växter. Inga underarter finns listade i Catalogue of Life.

## Bildgalleri

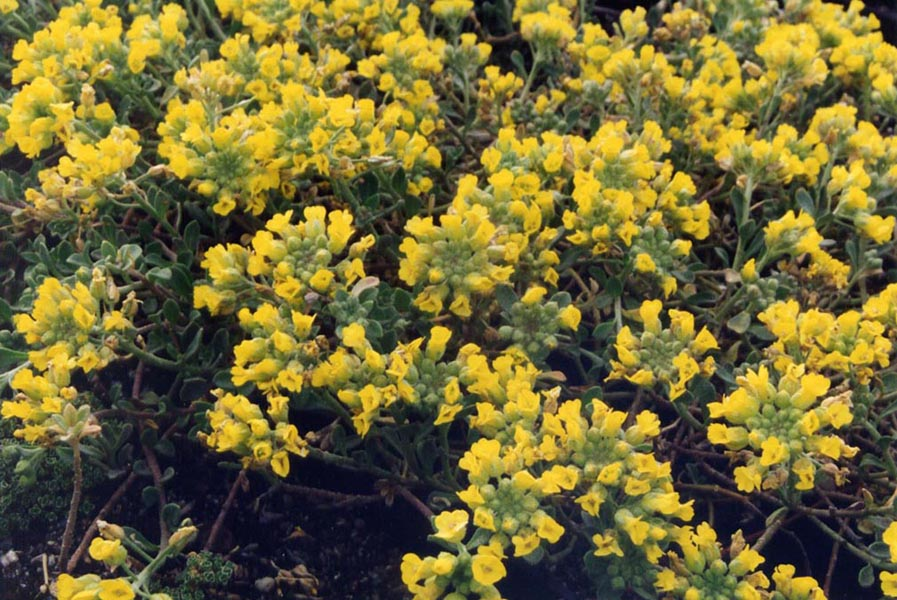